# إديث أندرسون
إديث أندرسون (بالإنجليزية: Edith Anderson)‏ هي صحفية ومترجمة وكاتِبة أمريكية، ولدت في 30 نوفمبر 1915 في نيويورك في الولايات المتحدة، وتوفيت في 13 أبريل 1999 في برلين في ألمانيا.